# Logia Lautaro

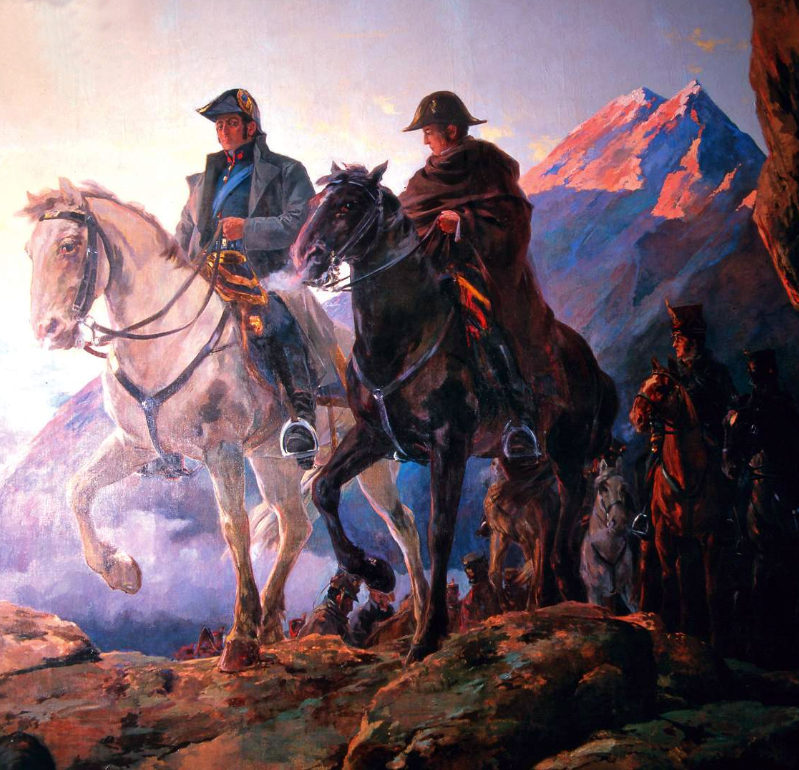
José de San Martín y Bernardo O'Higgins, miembros de la Logia Lautaro, durante el Cruce de los Andes, que permitiría consolidar la independencia de las nuevas repúblicas del Cono Sur.

La Logia Lautaro fue una organización con diferentes filiales fundada en 1812 por revolucionarios hispanoamericanos, con el objetivo de coordinar acciones para el establecimiento de la independencia de las colonias españolas en América y, sobre la base de los principios del liberalismo, establecer un sistema de gobierno republicano y unitario.
La Logia Lautaro era una rama de la llamada Logia Gran Reunión Americana o Logia de los Caballeros Racionales, fundada por el prócer venezolano Francisco de Miranda en Londres el año 1798. Dentro de los principales miembros de la Logia Lautaro se encuentran algunos de los más renombrados Libertadores del Cono Sur americano, como los argentinos José de San Martín y Manuel Belgrano, así como los chilenos Bernardo O'Higgins y Ramón Freire.

## Origen y denominación

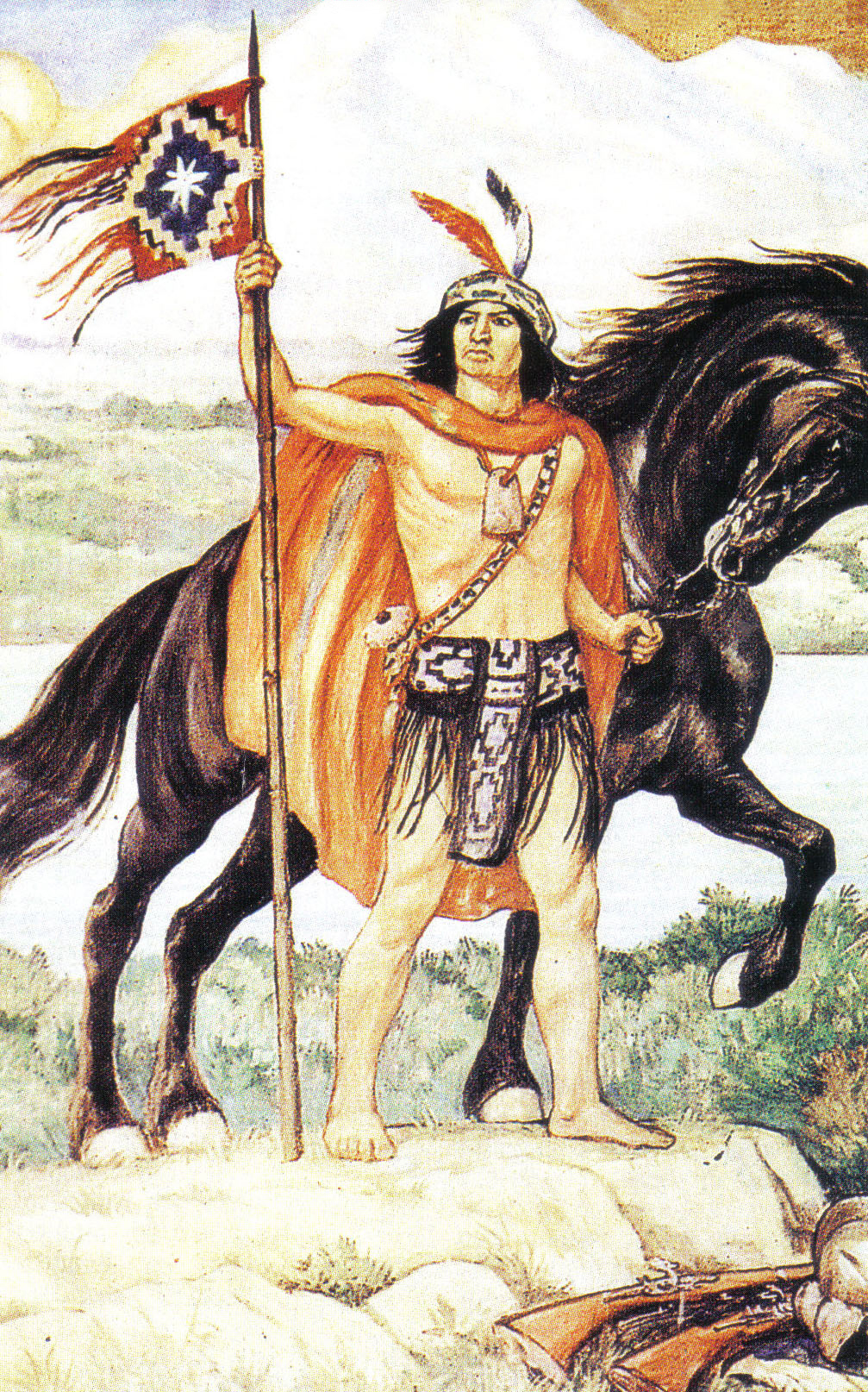
El toqui Lautaro, héroe de la guerra de Arauco e inspiración para los Libertadores de América.

En Londres, 1797,  se crea una sociedad revolucionaria y republicana llamada la Gran Reunión Americana con el fin de emancipar a los pueblos americanos de la administración española, esta tenía filiales en París y Madrid.
En 1807, el venezolano Francisco de Miranda fundó en Cádiz y Madrid filiales de los Caballeros Racionales. La primera filial de la logia se estableció en Cádiz (España) en el año 1811, con el nombre clave de Logia Lautaro, haciendo referencia al toqui o caudillo mapuche Lautaro, quien lideró la resistencia contra los conquistadores españoles en la Capitanía General de Chile en el siglo XVI y ayudó así a mantener parte de la Araucanía independiente de la Corona española hasta la ocupación del territorio tres siglos más tarde por el ejército chileno. En Caracas y Santa Fe se llegó a llamar la Sociedad Patriotica.
La organización funcionaba en la casa de Francisco de Miranda, en Grafton Street núm. 27, en Londres. Estaba inspirada en su organización en las logias de la masonería y en su inicio fue dirigida por José de Gurruchaga. Entre los miembros principales que participaron en esta sociedad se destacaron:
- Simón Bolívar (Venezuela)
- Andrés Bello (Venezuela)
- Luis López Méndez (Venezuela)
- José María Vergara Lozano (Nueva Granada)
- Bernardo O'Higgins (chileno)
- José Miguel Carrera (chileno)
- Juan Martínez de Rosas (chileno)
- José Cortés de Madariaga (chileno)
- Juan Enrique Rosales  (chileno)
- Ramón Freire (chileno)
- José Gregorio Argomedo (chileno)
- Juan Antonio Rojas (rioplatense)
- José de San Martín (rioplatense)
- José Matías Zapiola (rioplatense)
- Carlos María de Alvear (rioplatense)
- Tomás Guido (rioplatense)
- Mariano Moreno (rioplatense)
- Julián Álvarez (rioplatense)
- Nicolás Rodríguez Peña (rioplatense)
- Bernardo Monteagudo (rioplatense)
- José Antonio Álvarez Condarco (rioplatense)
- José Julián Pérez (rioplatense)
- Fraile Dominico Servando Teresa de Mier (México)
- Vicente Rocafuerte (Ecuador)
- Carlos de Montúfar (Ecuador)
- Juan Pío de Montúfar (Ecuador)
- Pedro José Caro (Cuba)
- José Cecilio de Valle (Honduras)

## Relación con la masonería
Según el historiador argentino Emilio Corbière, la masonería llegó al Río de la Plata a finales del siglo XVIII, influida por los masones españoles y no por los ingleses como se ha creído. Cuando José de San Martín, Carlos de Alvear y otros patriotas llegaron a Buenos Aires en 1812, la Orden ya estaba implantada: existía la Logia Independencia en 1795 y en 1810 se estableció una homónima, presidida por Julián Álvarez, la cual se llamó Logia de San Juan, y suministró los elementos básicos para la Lautaro. Las Lautarinas fueron logias masónicas operativas (en oposición a las especulativas) pero no en el sentido tradicional del término (es decir, ligada a los gremios de la construcción), sino con objetivos revolucionarios, además de simbólicas; de ahí el error de muchos autores, incluso masónicos, que permitió generar fábulas al respecto.
José Stevenson Collante, por su parte, afirmó que en este proceso revolucionario, gran parte de sus miembros tenían la doble investidura de masones de Logias Regulares Universales y de Masones de Logias Patrióticas Revolucionarias Americanas.
Según el reputado autor masónico Albert Gallatin Mackey, la Logia se compondría de dos cámaras: la masonería simbólica o azul, que constaba de los tres primeros grados, y la masonería superior o roja, compuesta de los grados 4.º y 5.º, Rosa Cruz y Kadosh, respectivamente, de acuerdo a la terminología masónica. Esta cámara o sección fue denominada por San Martín como Gran Logia de Buenos Aires, y fue la que actuó en política prescindiendo de la Lautaro, la cual no intervenía para nada en las deliberaciones de aquella. Por lo tanto, no se trataría de uno, sino que serían dos organismos autónomos, aun cuando guardaran entre sí una estrecha relación.
Entre los miembros principales que participaron cobraron notoriedad:
- José María Caro, de México
- Bernardo O'Higgins, Ramón Freire y Juan Mackenna, de Chile
- Juan Pablo Fretes
- José de San Martín, Carlos María de Alvear, Bernardo de Monteagudo, Gervasio Posadas y Tomás Guido, de las Provincias Unidas del Río de la Plata (Argentina)
- José Cortés de Madariaga (sacerdote chileno, prócer de Venezuela)

## En Buenos Aires
La Logia Lautaro tuvo su primera filial en América en la Ciudad de Buenos Aires, en 1812, creada secretamente por José de San Martín, Carlos María de Alvear, y Julián Álvarez. Tenía como objetivo principal luchar para lograr la independencia de la América Española, triunfando en el plano militar, y haciendo que la política siguiera ese objetivo básico. Desde fines de 1812 se unió a ella la Sociedad Patriótica, que fuera creada por los seguidores de Mariano Moreno.
San Martín había participado en Londres en las reuniones del grupo que se desarrollaron en las casas de Andrés Bello y Luis López Méndez.
La Logia Lautaro de Buenos Aires mantenía sus reuniones en los domicilios de alguno de sus miembros o en un local ubicado en lo que actualmente es la calle Balcarce, frente al Convento de Santo Domingo. 
Entre sus miembros o "Hermanos" más importantes se contaron:
- José de San Martín
- Carlos María de Alvear
- José Matías Zapiola
- Ramón Eduardo de Anchoris
- Bernardo de Monteagudo
- Juan Martín de Pueyrredón
- Antonio Álvarez Jonte
- Nicolás Rodríguez Peña
- Julián Álvarez
- José Antonio Álvarez Condarco
- Martín Jacobo Thompson

La influencia de la Logia en la política rioplatense llegó a su punto más alto durante los gobiernos del Segundo Triunvirato y los dos primeros Directores Supremos de las Provincias Unidas del Río de la Plata, Gervasio Posadas y Carlos María de Alvear.
También San Martín llevó la Logia Lautaro a Mendoza, otras importantes personalidades de esta logia operativa fueron Tomás Godoy Cruz, Toribio de Luzuriaga. Actualmente existe la Respetable Logia Lautaro de Mendoza 368, siendo esta especulativa.

## La "Gran Logia" o "Logia Ministerial"
Tras la caída de Carlos María de Alvear, la Logia Lautaro perdió influencia pero cobró nuevo impulso con el nombramiento del nuevo Director Supremo, Juan Martín de Pueyrredón. Él fue quien reorganizó la Logia Lautaro con el nombre de "Gran Logia" o "Logia Ministerial" y la puso a su servicio. Esta nueva logia fue dirigida por el director Supremo Pueyrredón, su ministro Gregorio García de Tagle y el general Tomás Guido, amigo y confidente de San Martín.
Entre sus miembros figuraron personalidades heterogéneas como:
- Juan Martín de Pueyrredón
- José de San Martín
- Tomás Guido
- Gregorio García de Tagle
- Vicente López y Planes
- Antonio Sáenz
- Feliciano Antonio Chiclana
- Felipe Arana
- Domingo French
- Antonio Luis Beruti
- Juan José Paso
- Pedro Agrelo
- Manuel Moreno
- Cornelio Saavedra
- Martín Rodríguez
- Manuel Belgrano
- Eustoquio Díaz Vélez
- Marcos Balcarce
- Juan Larrea
- Esteban Agustín Gascón
- Julián Álvarez
- Ángel Augusto de Monasterio

La Gran Logia brindó su apoyo incondicional al Director Supremo y al Congreso de Tucumán y fue el principal puntal del Plan Continental que llevó a cabo el general de San Martín y el Ejército de los Andes para culminar la guerra de la Independencia de Chile, que había caído nuevamente en poder de los realistas, restaurar el gobierno independentista y poner fin al dominio español en el Virreinato del Perú, el principal centro de poder español en América del Sur.
La influencia de la Logia porteña se extendió de a poco entre otros países sudamericanos, fundándose varias filiales.
La logia fue disuelta en el año 1820 por diferencias políticas entre el Directorio porteño y el general San Martín. El gobierno había encargado a San Martín, mientras este se encontraba preparando la expedición al Perú, marchar con su ejército contra las tropas de los caudillos federales, sublevados en el litoral del país. Pero San Martín se negó, aduciendo que no toleraría el "derramamiento de sangre entre hermanos". Ante esta negativa, el Directorio decidió disolver la logia, proceso que fue completado poco después de la Batalla de Cepeda, que produjo la finalización de las autoridades nacionales y el comienzo de la Anarquía del Año XX.

## En Santiago de Chile
La principal misión de la Logia Lautarina era establecer gobiernos independientes en América Latina. Dado su carácter de organización secreta ayudó a coordinar y establecer contactos entre muchos de los líderes de la independencia de Chile y Argentina. Asociados destacados de la logia fueron Bernardo O'Higgins y José de San Martín. O'Higgins fue el autor de la Constitución Matriz de la Logia Lautaro establecida en el país trasandino. El contacto entre la Logia Lautarina chilena y sus filiales en Argentina fue posible gracias al mariscal de campo de San Martín, José Antonio Álvarez Condarco.
La Logia Lautaro de Santiago de Chile fue instalada el 12 de marzo de 1817, después del triunfo de los patriotas en la Batalla de Chacabuco. Tuvo filiales en el Perú, Bolivia y Uruguay.
Actualmente se discute si fue la Logia Lautarina la que planeó el fusilamiento de los hermanos Carrera (Juan José y Luis) en Mendoza y el asesinato de Manuel Rodríguez en Til-Til, ambos eventos ocurridos en 1818, y en los cuales se vio involucrado Bernardo de Monteagudo, miembro de la Logia.
Los miembros más importantes de la filial chilena fueron:
- Bernardo O'Higgins
- José de San Martín
- Tomás Guido
- Antonio González Balcarce
- José Ignacio Zenteno
- Juan Gregorio Las Heras
- Ramón Freire
- Manuel Blanco Encalada
- Miguel Zañartu
- Ramón Arriagada
- Camilo Henríquez González
- José Antonio Álvarez Condarco
- Hipólito de Villegas[5]

## Instituto Nacional Sanmartiniano
Tomar en referencia que Bartolomé Mitre  ha dedicado un capítulo sobre la Logia Lautaro en su libro dedicado a la Historia de San Martín y de la Emancipación Sudamericana de Bartolomé Mitre. Capítulo 3. La Logia de Lautaro. 1812-1813
Cabe resaltar que las fuentes históricas son muy numerosas y difícil de conseguir, en este sentido se hace referencia a los escritos por Mitre y donde se puede resaltar las ideas con una visión más próxima hacía la liberación del Virreinato del Río de la Plata con aquellos ideales que sostuvieron un inicio de Libertad, Igualdad y Fraternidad impulsados por La Revolución Francesa y sobre todo durante la toma de La toma de la Bastilla.